# Delegowanie
Delegowanie – w zarządzaniu jest to forma przekazywania praw i upoważnień kierownika (dyrektora) na swoich podwładnych. Różni się ona od innych form przekazywania upoważnień tym że jest zorientowana zazwyczaj na jedno zadanie (może to być: podpisanie umowy z klientem, zatrudnienie nowych pracowników, zbudowanie nowego oddziału firmy, uruchomienie nowej fabryki, linii produkcyjnej itd.). Podczas delegowania manager jasno określa cel jaki ma być zrealizowany i po jego osiągnięciu podwładny traci upoważnienia. Delegowanie, jak każda forma przekazywania upoważnień do samodzielnych decyzji, jest uznawane za formę motywacji pracownika. Pracownicy czują się docenieni i obdarzeni zaufaniem a ponadto czują się bardziej zaangażowani w firmę.

## Przeszkody w delegowaniu
U managerów często występują obawy o utratę własnego stanowiska. Manager pozostaje odpowiedzialny za oddelegowane zadanie i przez to często woli je dla bezpieczeństwa wykonać samemu. Przekazywanie upoważnień podwładnym powoduje, że władza managera w tym samym momencie zmniejsza się.
Ponadto osoby, które odniosły sukces zawodowy często lubią żyć w ciągłym biegu i czuć, że są niezastąpione. Dodatkowo zawsze istnieje obawa, że powierzając swoje zadania komuś innemu będą postrzegani jako osoby leniwe lub takie, które nie potrafią wykonać swoich obowiązków bez czyjejś pomocy.

## Zasady delegowania
Manager powinien:
- Spośród zespołu wybrać najbardziej kompetentne osoby, które w przyszłości będą odpowiedzialne za wykonanie danego zadania;
- Dokładnie wytłumaczyć podwładnemu na czym polega zadanie i jakie są jego cele;
- Dokładnie określić zakres samodzielności decyzji, które może podejmować pracownik oraz tych, które są mu z góry narzucone (np. budżet);
- Poinformować innych o przekazaniu upoważnień podwładnemu a w szczególności osobom, którymi będzie zarządzał oddelegowany;
- Przygotować się do kontrolowania zleconego zadania;
- Służyć pomocą oddelegowanemu pracownikowi;
- Wykonanie zadania powinno zostać nagrodzone.

## Zalety delegowania
- Osoba delegująca zyskuje rzecz w dzisiejszej rzeczywistości niezastąpioną – czas. Może dzięki temu skupić się na ważniejszych zadaniach, zacząć podnosić swoje kwalifikacje lub po prostu poświęcić więcej uwagi życiu prywatnemu.
- Podwładni, którzy otrzymali nowe zadania mają okazję, aby zdobyć nowe umiejętności. Mogą wykazać się swoją wiedzą i profesjonalizmem. Ponadto czują, że ich przełożony darzy ich zaufaniem i dostrzega w nich potencjał.
- Dzięki delegowaniu zadania mogą zostać wykonane szybciej i dokładniej[1].